# Werner Dafeldecker
Werner Dafeldecker (* 1964 in Wien) ist ein österreichischer Improvisationsmusiker (Gitarre, Kontrabass und Elektronische Musik), Komponist und Klangkünstler.

## Leben und Wirken
Werner Dafeldecker studierte in den Jahren zwischen 1982 und 1985 am Wiener Konservatorium Kontrabass. Er ist in verschiedene Improvisations-, Elektronik- und Crossover-Projekte involviert und Mitglied der Gruppe Ton Art sowie von Burkhard Stangls Ensemble Maxixe.
Im Jahr 1992 gründete er gemeinsam mit dem Cellisten Michael Moser das Ensemble Polwechsel, welches die Entwicklung experimenteller und elektroakustischer Musik in den letzten zwei Jahrzehnten auf internationaler Ebene mitgeprägt hat.
Dem Ensemble aktuell gehören neben Dafeldecker und Moser Burkhard Beins und Martin Brandlmayr an.
Ein weiteres Projekt von Dafelecker und Christian Mühlbacher ist die Gruppe shabotinski. Im Jahr 1995 gründete er das Avantgarde-Label Durian Records. Weiterhin hat er mit Eugene Chadbourne, Franz Koglmann, Christian Fennesz, Wayne Horvitz, Jim O’Rourke, David Sylvian und dem Klangforum Wien gearbeitet. Als Komponist war er tätig für das Klangforum Wien, das European Tuba Quartet sowie für seine eigenen Gruppen und das Theater. Gemeinsam mit Christian Mühlbacher hat er Diphthongs entwickelt, Kompositionen eines virtuellen Ensembles aus vorab aufgenommenen Aufnahmen von Radu Malfatti, Michael Moser and Burkhard Stangl. Auch hat er Klanginstallationen geschaffen.
Dafeldecker, der in Berlin lebt, ist auf den Wittener Tagen für Neue Kammermusik, den Salzburger Festspielen, beim Steirischen Herbst Graz, dem Total Music Meeting und den Berliner Festspielen ebenso aufgetreten wie bei Festivals in Nordamerika, Frankreich und Australien.

## Kompositionen (Auswahl)
- Notorisch Hippopotamus – Sextett für Bassklarinette, Altsaxophon, Trompete, Perkussion, Gitarre und Kontrabass (1987)[4]
- Der Untergang – Trio für Kontrabass (1989)[4]
- Vedute – für Oboe, Bassklarinette, Altsaxophon, Horn, Trompete, Perkussion, Gitarre, Violoncello und Kontrabass (1990)[4]
- Kökenmöddinger – Septett für Klarinette, Bassklarinette, Altsaxophon, Tenorsaxophon, Posaune, Perkussion und Klavier (1992)[4]
- Geographietorte – für Bassklarinette, Sopransaxophon, Tenorsaxophon, Trompete, Posaune, Perkussion, Gitarre, Klavier, Melodika und Kontrabass (1993)[4]
- Markknochen wälzt Eisschollen – Quartett für zwei Gitarren, Violoncello und Kontrabass (1993)[4]
- Playtime – Quartett für 4 Tuben, gewidmet für Jacques Tati (1994)[4]
- Polwechsel – Quintett für zwei Gitarren, Posaune, Violoncello und Kontrabass (1994)[4]
- Die Gäste der Gäste der Knappen – Sextett für zwei Bassklarinetten, zwei Perkussions und zwei Kontrabässe, gewidmet für Luis Bunuel (1994/1995)[4]
- Bogengänge – Zwölf Kompositionen für Kontrabass-Duo, mit Uli Fussenegger (1995)[4]
- yOUTh – Septett für drei Gitarren, Trompete, Posaune, Tuba und Kontrabass (1995)[4]
- of division – Oktett für acht Kontrabässe (1996)[4]
- Hyogo – Quartett für Posaune, Gitarre, Violoncello und Kontrabass (1997)[4]
- Take 1 – Quintett für Klarinette, Gitarre, Kontrabass, Elektronik und Theremin (1998)[4]
- Toaster – für Tenorsaxophon, zwei akustische Gitarren, Cello und CD-Player (1998)[5]
- White Hole – für vier E-Gitarren, vier Cellos, Gesang und Computer (1999)[5]

## Diskographie
- Qui.t Comprovisations I-X (mit Max Nagl, Ned Rothenberg, Tom Varner, Burkhard Stangl, 1991; Extraplatte)
- Mühlbacher usw. 05.04.97 (mit Ernesto Molinari, Franz Hautinger, Thomas Kugi, Manfred Balasch, Cyriak Jäger, Conrad Schrenk, Tibor Kövesdi, Christian Mühlbacher, Stefan Maass, Gerhard Kero, 1997; Extraplatte)
- SSSD Home (mit Martin Siewert, Burkhard Stangl, Taku Sugimoto, 2000; Grob)
- Polwechsel/John Tilbury Field (mit Burkhard Beins, Martin Brandlmayr, John Butcher, Michael Moser, John Tilbury, 2007; hat ART)
- Lawrence English / Werner Dafeldecker: Tropic of Capricorn (2023; Hallow Ground)
- Udo Schindler / Werner Dafeldecker, Gunnar Geisse: Travelling Sound Images - Cognitive Transfers [Trio] (Creative Sources, 2025)